# МКСА
МКСА систем јединица је назив за систем јединица који се користи у електротехници. Означава четири основне јединице СИ система (фр. Système International): метар, килограм, секунд и ампер, од чијих почетних слова је добијен назив. Као што се у различитим гранама техничке науке користе различити системи јединица, у случају електротехнике се користе основне физичке величине: дужина, маса, време и јачина струје. МКСА систем је део потпуног Међународносг система јединица, из којих се могу добити остале изведене физичке величине, које се користе у електротехници. По истом принципу се преко основних јединица, могу изразити и изведене јединице.